# This Present Darkness
This Present Darkness — дебютный EP американской грув-метал группы Chimaira. Он был продан тиражом в 10000 копий, и получил внимание со стороны Roadrunner Records, который даёт группе выпустить дебютный альбом Pass out of Existence. Две песни, «Painting the White to Grey» и «Sphere», были перезаписаны для дебютного альбома, вышедшего в 2001 году.
This Present Darkness вышла наиболее грубой работой в дискографии группы. Альбом позже был перезаписан и обновлён с двумя невыпущенными ранее бонус-треками, но песня «Satan’s Wizard» была убрана. Он был выпущен 26 октября 2004 года вместе с The Dehumanizing Process.

## Обложка
Обложка представляет собой сильно искажённую фотографию барабанщика Эндольса Херрика.

## Список композиций
Слова и музыка всех песен — Chimaira.
| №                   | Название                     | Длительность |
| ------------------- | ---------------------------- | ------------ |
| 1.                  | «This Present Darkness»      | 5:17         |
| 2.                  | «Painting the White to Grey» | 4:32         |
| 3.                  | «Divination»                 | 3:54         |
| 4.                  | «Sphere»                     | 4:05         |
| 5.                  | «Lend a Hand»                | 4:47         |
| 6.                  | «Empty»                      | 6:23         |
| 7.                  | «Silence»                    | 3:23         |
| 8.                  | «Satan's Wizard»             | 2:07         |
| Общая длительность: | Общая длительность:          | 34:28        |

| №                   | Название                     | Длительность |
| ------------------- | ---------------------------- | ------------ |
| 1.                  | «This Present Darkness»      | 5:17         |
| 2.                  | «Painting the White to Grey» | 4:32         |
| 3.                  | «Divination»                 | 3:54         |
| 4.                  | «Sphere»                     | 3:15         |
| 5.                  | «Lend a Hand»                | 4:47         |
| 6.                  | «Empty»                      | 6:23         |
| 7.                  | «Silence»                    | 3:23         |
| 8.                  | «Gag»                        | 4:30         |
| 9.                  | «Refuse to See»              | 3:29         |
| Общая длительность: | Общая длительность:          | 39:30        |

## Участники записи
- Марк Хантер — вокал
- Роб Арнольд — гитара
- Джейсон Хэгер — гитара
- Роб Лесняк — бас-гитара (на треках 1-5)
- Эндрю Эрмлик — бас-гитара (на треках 6-7)
- Эндольс Херрик — ударные